# ファイアーワーク
「ファイアーワーク」（原題：Firework）は、アメリカ合衆国の歌手ケイティ・ペリーの楽曲。

## 概要

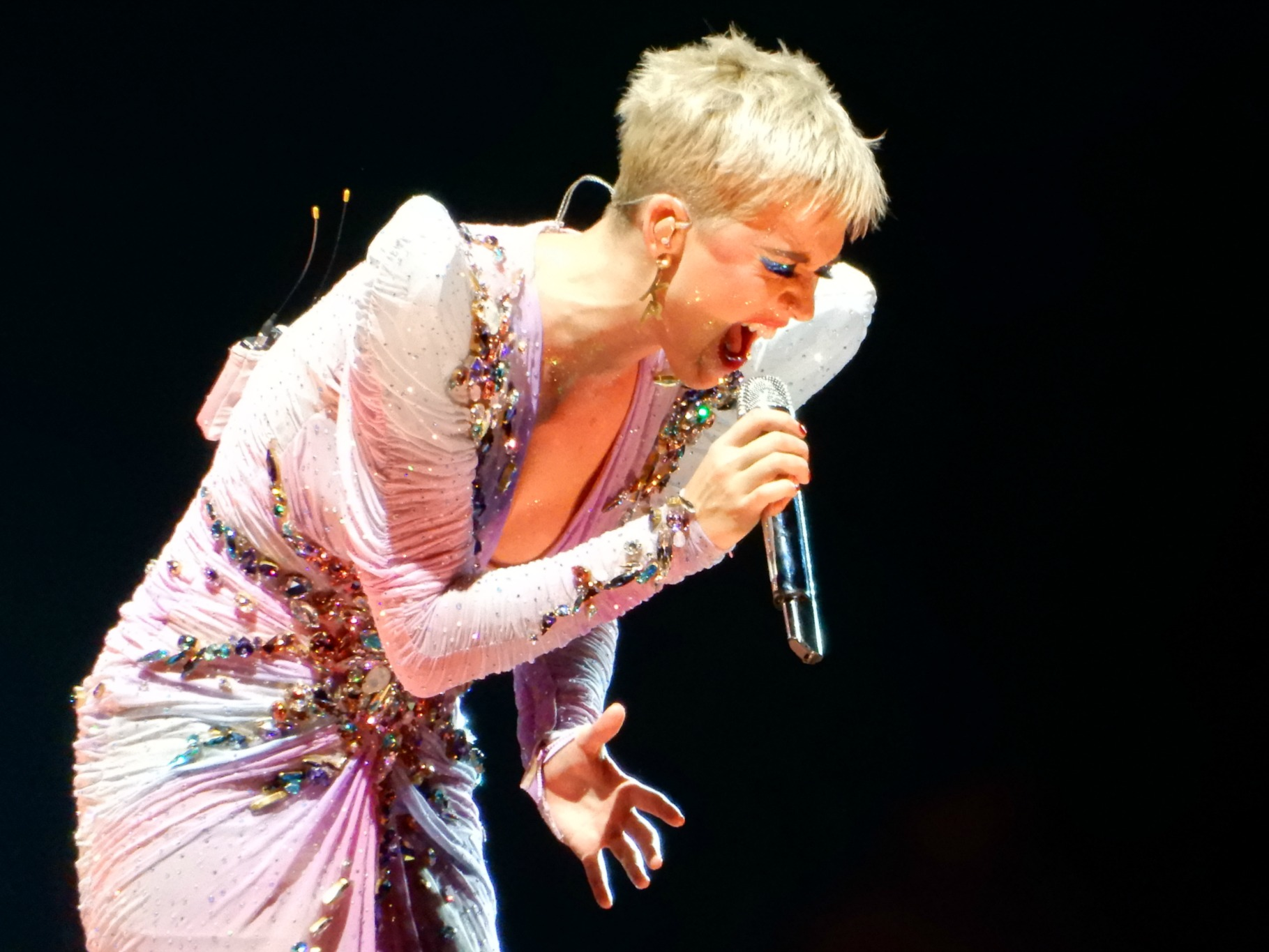
2017年、「ファイアーワーク」を熱唱するケイティ。

彼女の2枚目のスタジオ・アルバム『ティーンエイジ・ドリーム』からの3枚目のシングルとして2010年10月26日にリリースされた。
この楽曲は、アメリカ合衆国の総合シングルチャートBillboard Hot 100、カナダ、ニュージーランドなどで1位を獲得、全英シングルチャートなどで2位を獲得した。

## 日本のメディアでの使用
日本ではTBSテレビで2015年（平成27年）3月30日より放送開始の情報番組「白熱ライブ ビビット」のテーマソングに採用されていた（〜2017年3月31日）。
2023年6月20日より開始になった石原さとみが出演するドコモの新料金プラン「irumo(イルモ)」CMソングに起用。